# Håbo-Tibble socken
Håbo-Tibble socken i Uppland ingick i Håbo härad, ingår sedan 1971 i Upplands-Bro kommun i Stockholms län och motsvarar från 2016 Håbo-Tibble distrikt.
Socknens areal är 38,29 kvadratkilometer, varav 37,63 land. År 2000 fanns här 899 invånare.  Tätorten och kyrkbyn Håbo-Tibble kyrkby med Håbo-Tibble kyrka ligger i socknen.  

## Administrativ historik
Håbo-Tibble socken har medeltida ursprung. Före den 1 januari 1886 (ändring enligt beslut den 17 april 1885) var namnet Tibble socken.
Vid kommunreformen 1862 övergick socknens ansvar för de kyrkliga frågorna till Håbo-Tibble församling och för de borgerliga frågorna bildades Håbo-Tibble landskommun. Landskommunen uppgick 1952 i Upplands-Bro landskommun som 1971 ombildades till Upplands-Bro kommun, då också området övergick från Uppsala län till Stockholms län. Församlingen uppgick 2006 i Bro församling.
1 januari 2016 inrättades distriktet Håbo-Tibble, med samma omfattning som församlingen hade 1999/2000.
Socknen har tillhört län, fögderier, tingslag och domsagor enligt vad som beskrivs i artikeln Håbo härad. De indelta soldaterna tillhörde Upplands regemente, Sigtuna kompani samt Livregementets dragonkår, Sigtuna skvadron.

## Geografi
Håbo-Tibble socken ligger sydväst om Sigtuna med Sigtunafjärden i nordost och Lejondalsjön i söder. Socknen är en slättbygd med skog i söder.
Den östligaste delen av socknen ligger inom Livgardets övnings- och skjutfältsområde. Här fanns fram till omkring 1970 Negelstena herrgård, senast ägd av släkten af Ugglas, vilken i slutet av 1960-talet helt utplånades för att bereda plats för Svea Livgardes nya skjutfält.

## Fornlämningar
Från bronsåldern finns spridda gravrösen. Från järnåldern finns cirka 30 gravfält och tre fornborgar. Sex runristningar är kända.

## Namnet
Namnet skrevs 13164 Thigbili kommer från kyrkbyn och innehåller thykbyle, 'tätbebyggelse'.